# Riffijns
Het Riffijns, ook wel Tarifit, Tarifiet of Tmazight genoemd, is een taal die gesproken wordt door bewoners van het noorden van Marokko, voornamelijk in de Rif. De lokale bevolking identificeert zich dan ook als Riffijn, oftewel "Arifi" (meervoud: "Irrifiyen").
Het Riffijns behoort tot de Berbertalen en maakt deel uit van de Zenatitalen, een talengroep met in totaal 12 talen en dialecten gesproken in de Maghreb.
Wereldwijd zijn er ongeveer 3 miljoen sprekers.

## Verspreiding binnen Marokko
Het Riffijns wordt voornamelijk gesproken in de noordelijke steden van Marokko.

## Stammen
De oudste geschiedenis van Noord-Marokko is neergeschreven door de Arabische historicus Ibn Khaldun (1332-1406). De Amerikaanse antropoloog Carleton S. Coon (1904-1981) noemde negentien min of meer verschillende stammen in de eigenlijke Rif. Gaat men uit van een geografische indeling in drie delen, oostelijk, centraal en westelijk, dan zou het oostelijke deel de Ait Bouyahyi, Ait Said, Ait Stout, Ibdarsen, Ikebdanen en Iqer'iyen omvatten. In het centrale deel wonen de Ait Ourisch, Ait Tafersite, Ait Temsamane, Ait Touzine en Igzenayen. Het westelijk deel huisvest de zogenoemde maritieme stammen: Ait Ammart, Ait Boufrah, Ait Gmil, Ait Itteft, Ait Mezdoui, Ait Targuist, Ait Waryagher, Ibaqouyen en Mestasa. De meeste spreken de Riffijnse taal, een kleine groep stammen is gearabiseerd op het gebied van taal tijdens de Spaanse bezetting.
- Ait Ammart
- Ait Boufrah
- Ait Bouyahyi
- Ait Gmil
- Ait Itteft
- Ait Mezdoui
- Ait Ourish
- Ait Said
- Ait Stout
- Tafersite
- Ait Targuist
- Ait Temsamane
- Ait Touzine
- Ait Waryaghar
- Ibaqouyen
- Ibdarsen
- Ikebdanen
- Igzenayen
- Iqer'iyen
- Mestasa

## Alfabet
Het alfabet van het Riffijns is, zoals alle andere Berbertalen, het Tifinagh, maar daarnaast worden het Arabische en Latijnse alfabet ook gebruikt.

## Dialecten
Het Tarifit bestaat uit drie dialecten. Deze verschillen nauwelijks van elkaar, maar kennen enkele typische verschillen in de uitspraak van bepaalde woorden. De drie dialecten zijn, met hun sprekers en plaatsen:
- het westelijk-Riffijnse dialect gesproken door de Ait Waryaghar, Ibaqouyen, Ait Ammarth en Ait Yetteft in Al Hoceima, Imzouren, Beni Bouayach en omgeving. Dit dialect staat er om bekend dat het de zachte "k" (ook wel zachte "g") gebruikt, daar waar het Centraal-Riffijnse dialect de zachte "k" omzet in een "ch"-klank (vergelijk: taknift en tacnift, amkan en amcan, tikri en ticri, aghak en aghac).
- het Centraal-Riffijnse Dialect van de Igzenayen, Ait Touzine, Ait Tourich, Ait Temsaman, Iqeraiyen, Tafersite, Ait Saïd in Nador, Temsamane, Midar en omgeving. Dit dialect staat er om bekend dat het de "ch" klank veelvuldig gebruikt, daar waar de overige twee dialecten vooral de zachte "k" gebruiken. Een andere eigenschap van dit dialect is de vaak nasale uitspraak van woorden die met een klinker eindigen.
- het oostelijk-Riffijnse dialect van de Ibdalsen, Ait Buyahyi, Ikebdanen en Ait Iznassen in Berkane en omstreken Dit dialect verschilt van de andere twee dialecten, omdat het vaak de "L"-klank behoudt daar waar de andere twee dialecten de "l" hebben ingeruild voor de "r" of voor de "dj" (zo wordt het woord yedji in dit dialect uitgesproken als yelli en mermi als melmi). Sommige stamdialecten binnen deze categorie gebruiken ook regelmatig een "dl" klank in plaats van de "l".

Onderstaande tabel laat enkele verschillen in dialect zien.
| Nederlands | West-Tarifit (Hoceima en omstreken) | Centraal-Tarifit (Nador e.o.) | Oost-Tarifit (Berkane e.o.) |
| ---------- | ----------------------------------- | ----------------------------- | --------------------------- |
| Dochter    | Yedji                               | Yedji                         | Yelli                       |
| Ezel       | Aghyur                              | Aghyur                        | Aghyul                      |
| Gedachte   | Rbar                                | Rbar                          | Lbal                        |
| Groet      | Sedjem                              | Sedjem                        | Sellem                      |
| Het is     | Thedja                              | Thedja                        | Thella                      |
| Hij bidt   | It zadja                            | It zadja                      | It zalla                    |
| Hoe        | Mamek                               | Mamec                         | Mamek                       |
| Jouw       | inek/inem                           | nnec/nnem                     | nnek/nnem                   |
| Links      | Azermad                             | Azermad                       | Azelmad                     |
| Loopje     | Tikri                               | Ticri                         | Tikli                       |
| Mooi       | Kna                                 | Cna                           | Kna                         |
| Nacht      | Djireth                             | Djireth                       | Lilleth                     |
| Ram        | Ikari                               | Icari                         | Ikari                       |
| Wanneer    | Mermi                               | Mermi                         | Melmi                       |
| Zwart      | Abarkan                             | Abarcan                       | Abarkan                     |

## Verspreiding buiten Marokko

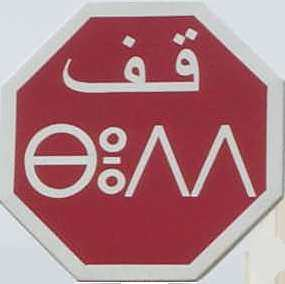
Tweetalig verkeersbord in het Arabisch en Tamazight

Het Tarifit (Riffijns) is de moedertaal van ongeveer 4,5 miljoen Riffijnse Marokkanen en van ongeveer 2,5 miljoen Marokkanen in Europa. Deze groep is vooral te vinden in Nederland, België, Frankrijk, Spanje en Duitsland. Verder is er nog een kleine groep Riffijnen in Algerije. Vooral in Bethioua. Deze wonen in Tlemcen en Oran.

## Arabisering
De Riffijnse taal wordt gesproken door zo'n 95 procent van de Riffijnen. Er is echter een klein aantal stammen die in de vorige eeuw taalkundig is gearabiseerd. Het gaat hier om de Ayt Bufrah, Ayt Itteft, Bni Gmil, Mestassa en Targuist in het westen van de Rif. Deze vijf stammen zijn grotendeels overgegaan op het Darija met een Riffijns accent en Riffijnse invloed. Een minderheid van deze vijf stammen spreekt nog het Riffijns. Ondanks de taalkundige arabisatie zien deze vijf stammen zichzelf als Riffijnen. In het oosten van de Rif zijn de Oulad Stout ook grotendeels gearabiseerd, evenals de Ait Iznassen. Of de Ait Iznassen tot de Rif behoren, is altijd een discussiepunt geweest. Duidelijk is in ieder geval dat de meeste Ait Iznassen zich niet als Riffijnen beschouwen, vooral vanwege het eigen geografische leefgebied dat zij hebben.
De overige stammen van de Rif zijn allen volledig Riffijns sprekend. Van arabisering binnen deze stammen is dan ook geen sprake. Integendeel, zij verzetten zich sterk tegen de Arabische invloeden in de Rif, zowel taalkundig als cultureel.